# Інтерлейкен (Нью-Джерсі)
Інтерлейкен (англ. Interlaken) — місто (англ. borough) в США, в окрузі Монмаут штату Нью-Джерсі. Населення — 828 осіб (2020).

## Географія
Інтерлейкен розташований за координатами 40°14′4″ пн. ш. 74°0′57″ зх. д. / 40.23444° пн. ш. 74.01583° зх. д. (40.234313, -74.015939).  За даними Бюро перепису населення США в 2010 році місто мало площу 0,99 км², з яких 0,86 км² — суходіл та 0,14 км² — водойми.

## Демографія
Згідно з переписом 2010 року, у селищі мешкало 820 осіб у 361 домогосподарстві у складі 237 родин. Було 393 помешкання
Расовий склад населення:
| - 98,4 % — білих - 0,5 % — азіатів |

До двох чи більше рас належало 0,7 %. Частка іспаномовних становила 1,7 % від усіх жителів.
За віковим діапазоном населення розподілялося таким чином: 14,5 % — особи молодші 18 років, 58,9 % — особи у віці 18—64 років, 26,6 % — особи у віці 65 років та старші. Медіана віку мешканця становила 54,3 року. На 100 осіб жіночої статі у селищі припадало 90,3 чоловіків;  на 100 жінок у віці від 18 років та старших — 90,0 чоловіків також старших 18 років.
Середній дохід на одне домашнє господарство  становив 152 903 долари США (медіана — 135 938), а середній дохід на одну сім'ю — 166 636 доларів (медіана — 141 429). Медіана доходів становила 108 750 доларів для чоловіків та 65 000 доларів для жінок. За межею бідності перебувало 1,1 % осіб, у тому числі 0,0 % дітей у віці до 18 років та 0,9 % осіб у віці 65 років та старших.
Цивільне працевлаштоване населення становило 399 осіб. Основні галузі зайнятості: освіта, охорона здоров'я та соціальна допомога — 24,8 %, науковці, спеціалісти, менеджери — 19,0 %, фінанси, страхування та нерухомість — 12,8 %, мистецтво, розваги та відпочинок — 11,5 %.